# 高橋和枝 (絵本作家)
高橋 和枝（たかはし かずえ、1971年 - ）は、日本の絵本作家、イラストレーター。

## 経歴
1971年に神奈川県で生まれる。
東京学芸大学教育学部美術科で日本画を学ぶ。卒業後は、文具デザインの仕事を経て、イラストレーター、絵本作家になる。
文具デザインの会社に在籍していた当時にギフト用の絵本を数冊刊行している。ただ、実験段階の企画だったこともあり、絵を描くのは業務時間外にやるように指示されていた。これ以外にも便せんや封筒向けのイラストやデザインの仕事をしていたが、季節感のある絵が必要とされていることもあって、季節ごとに似たような絵をローテーションで描いているような感じになり、退職を考えるようになった。退職後、知己でもあったポプラ社の編集者にイラストを持って行ったところ、絵本の出版を薦められた。このとき、在職中に便せん用に描いていたクマを絵本にすることを思いつく。仕事が忙しく、通勤も辛く、疲れていたときに、自分の中にクマが住んでいて、だらだら暮らしている、と考えたら元気が出てきたという気持ちを共有できる人がいるのではないかと思った。2001年にポプラ社より『くまくまちゃん』を刊行し、絵本作家としてデビューする。
実話をもとに、野良猫が「うちのねこ」になるまでの日々を描いた絵本『うちのねこ』（2021年、アリス館、ISBN 9784752009825）は、猫好きの読者を中心に話題となり、発売前に重版が決定した。『うちのねこ』は第2回（2021年）TSUTAYAえほん大賞で第7位、第3回（2022年）「親子で読んでほしい絵本大賞」（JPIC読書アドバイザークラブ）で5位を獲得している。

## 主な作品
- くまくまちゃん - ポプラ社
- わたしのフモフモさん - ポプラ社
- にゃーこちゃん - ブロンズ新社
- りすでんわ - 白泉社
- くまのこの としこし - 講談社
- トコトコバス - 講談社
- ねこのことわざえほん - ハッピーオウル社
- あめのひくまちゃん - アリス館
- それはすごいなりっぱだね! - 作：いちかわけいこ、アリス館
- あら、そんなの! - 偕成社
- あ、あ! - 文：ねこしおり、偕成社
- 月夜とめがね - 作：小川未明、あすなろ書房
- もりのだるまさんかぞく- 教育画劇